# Peristeróvrachos
Peristeróvrachos är ett antal skär i Grekland. Den ligger i prefekturen Nomós Lasithíou och regionen Kreta, i den sydöstra delen av landet, 400 km sydost om huvudstaden Aten.
Närmaste större samhälle är Sitia, 15 km väster om Peristeróvrachos. 